# جائحة كورونا-19 في التبت
```
توثق هذه المقالة حالة 
وباء COVID-19
 في 
منطقة التبت ذاتية الحكم
، 
جمهورية الصين الشعبية
.
```

## خلفية
يوم 12 كانون الاثاني عام 2020، و منظمة الصحة العالمية أكدت (WHO) أن الفيروس التاجي هو سبب مرض الجهاز التنفسي في مجموعة من الناس في مدينة ووهان بمقاطعة هوبى، في الصين، والتي أفادت تقارير منظمة الصحة العالمية يوم 31 كانون الأول 2019.
كانت نسبة حالات الوفاة لـ COVID-19 أقل بكثير من SARS لعام 2003،  ولكن كان انتقال العدوى أكبر بكثير، مع إجمالي عدد الوفيات.

## الجدول الزمني
| التاريخ    | التاريخ    |  | # الحالات | # الحالات |
| ---------- | ---------- |  | --------- | --------- |
| 2020-01-30 | 2020-01-30 |  | 1         | 1         |
| ⋮          | ⋮          |  | 1(=)      | 1(=)      |
| 2020-02-12 | 2020-02-12 |  | 1(=)      | 1(=)      |

على الرغم من عدم وجود حالات مشتبه فيها ومؤكدة في التبت في ذلك الوقت، تم تشكيل مجموعة قيادة منطقة الحكم الذاتي في 27 كانون الثاني، مع لجنة الحزب في منطقة التبت ذاتية الحكم ورئيس منطقة الحكم الذاتي كقادة المجموعة، للاستجابة للالتهاب الرئوي التاجي الجديد. وفي الوقت نفسه، أعلنت التبت استجابة طارئة رئيسية من المستوى الثاني للصحة العامة. اعتبارًا من اليوم نفسه، تم إغلاق جميع المواقع السياحية في التبت مؤقتًا،  وكان جميع الأشخاص الذين يدخلون التبت مطالبين بالحجر الصحي لمدة 14 يومًا في أماكن محددة. في 29 كانون الثاني، صعدت التبت من مستوى الاستجابة للطوارئ الصحية العمومية الرئيسية إلى المستوى الأول.
في 29 كانون الثاني، أبلغت التبت عن أول حالات مشتبه فيها، وهي شخص من سويزهو، هويبي، استقل قطارًا من محطة سكة حديد ووشانغ إلى لاسا في 22-24 كانون الثاني. في 30 كانون الثاني، تم تأكيد الحالة. في 12 شباط، خرج المريض بعد شفائه من مستشفى الشعب الثالث لمنطقة التبت ذاتية الحكم. وهكذا، انخفض عدد الحالات النشطة المؤكدة والمشتبه بها في التبت إلى صفر.

## روابط خارجية
- 西藏自治区 卫生 健康 委员会